# Udo Dirkschneider
Udo Dirkschneider (* 6. dubna 1952, Wuppertal, Německo) je německý heavymetalový zpěvák, nejvíce známý jako dřívější člen skupiny Accept. V roce 1987 založil skupinu U.D.O., v níž působí dodnes. (V letech 1992–1996, kdy se Udo vrátil za mikrofon ke skupině Accept, měla formace U.D.O. pauzu.)

## Diskografie

### Accept

#### Studiová alba
- Accept (1979)
- I'm a Rebel (1980)
- Breaker (1981)
- Restless and Wild (1982)
- Balls to the Wall (1983)
- Metal Heart (1985)
- Russian Roulette (1986)
- Objection Overruled (1993)
- Death Row (1994)
- Predator (1996)

#### EP
- Kaizoku-Ban (Živé EP, 1985)
- Rich & Famous (EP, 2002)

#### Živá alba
- Staying a Life (1990)
- All Areas – Worldwide (1997)

### Dirkschneider

#### Studiová alba
- Balls To The Wall Reloaded (2025)